# 金町站
- 關於鄰接此站的京成電鐵車站，請見「京成金町站」。
- 關於位於岐阜縣的廢站，請見「金町站 (岐阜縣)」。

金町站（日语：／ Kanamachi eki */?）是位於東京都葛飾區金町六丁目，屬於東日本旅客鐵道（JR東日本）、日本貨物鐵道（JR貨物）的鐵路車站。現為葛飾區最北端的車站。

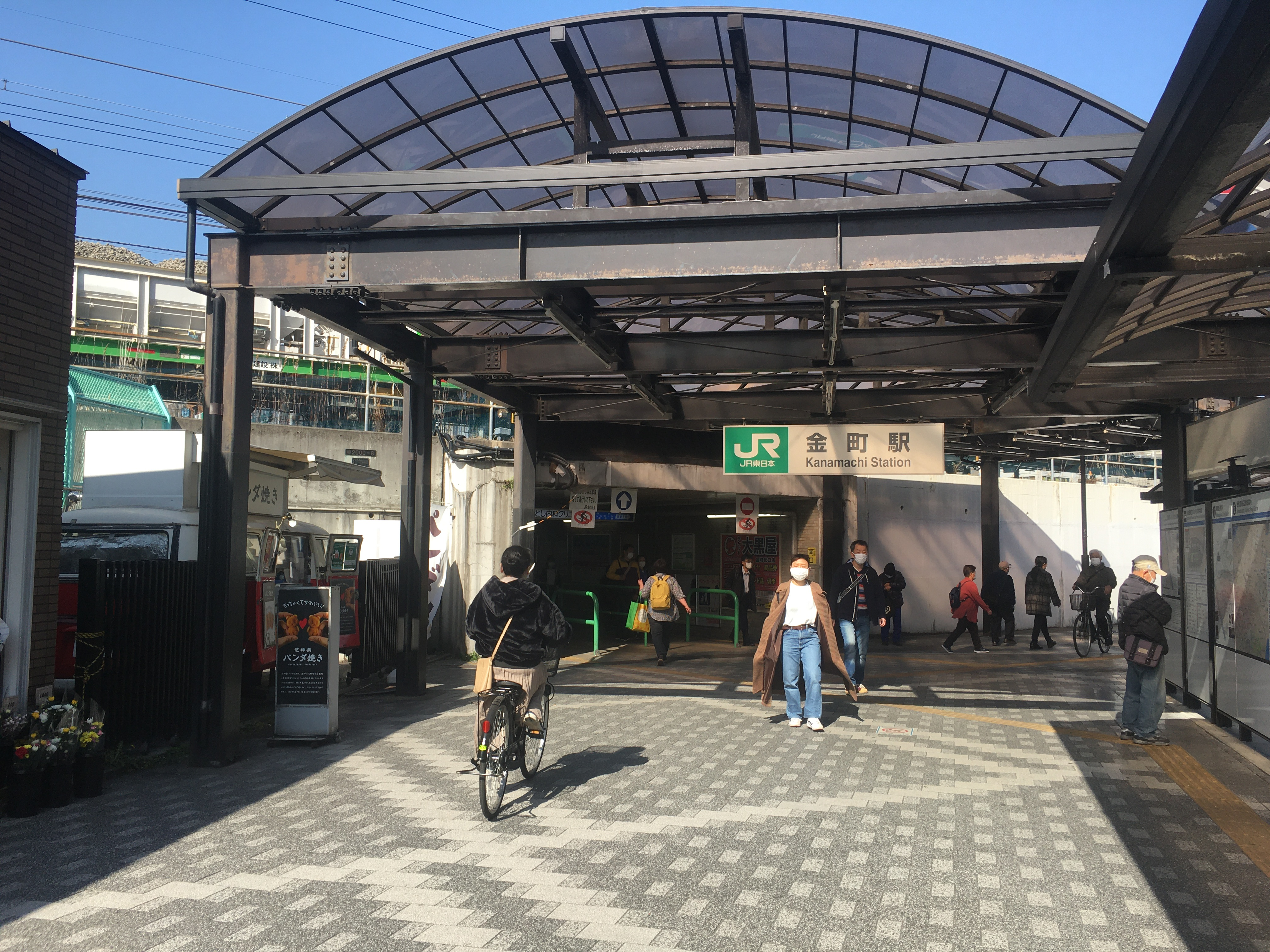
南口（2021年3月）

## 概要
本站停靠常磐線與總武本線支線（通稱：新金線）。新金線是貨物列車專用路線，連結常磐線快速線。客運業務僅行走於常磐線緩行線的常磐線各站停車停靠。車站編號是JL21。
1[3504依據特定都區市內制度位於「東京都區內」，也是常磐線在該區內的最東端。本站至松戶站間的營業里程為3.9公里，是東京支社管內常磐線（日暮里 - 取手間）的最長站距。
車站南口對向是京成電鐵金町線京成金町站，兩站可轉乘。本站也發售與京成電鐵的連絡定期券。

## 年表
- 1897年（明治30年）12月27日 - 日本鐵道車站開業。
- 1906年（明治39年）11月1日 - 日本鐵道國有化，為官設鐵道車站。
- 1909年（明治42年）10月12日 - 線路名稱制定，本站屬常磐線。
- 1936年（昭和11年）12月11日 - 日暮里 - 松戶間直流電化，金町全列車電車化（上野 - 松戶間）。往松戶以北使用機車牽引的全部列車不停靠本站。
- 1949年（昭和24年）
  - 5月 - 三菱製紙（日语：三菱製紙）中川工場專用線完工。
  - 6月1日 - 日本國有鐵道成立。
- 1965年（昭和40年）2月 - 因複複線增線工程，高架站工程動工。
- 1967年（昭和42年）4月1日 - 北口開通[1]。
- 1969年（昭和44年）3月23日 - 綾瀨 - 金町間切換至高架新線路（現在的緩行線）[2]。在緩行、快速分離以前由常磐線全列車使用。
- 1971年（昭和46年）3月1日 - 綾瀨 - 金町間複複線暫時啟用。國電與優等列車、貨物列車分離。
- 1971年（昭和46年）4月20日- 綾瀨 - 我孫子間複複線化完成，緩行線與快速線分離，成為帝都高速度交通營團千代田線直通的緩行線車站。取消往上野的列車。
- 1987年（昭和62年）4月1日 - 國鐵分割民營化，為JR東日本、JR貨物車站。
- 2001年（平成13年）11月18日 - IC卡「Suica」啟用。
- 2003年（平成15年）3月23日 - 廢止定期貨物列車。

## 車站結構

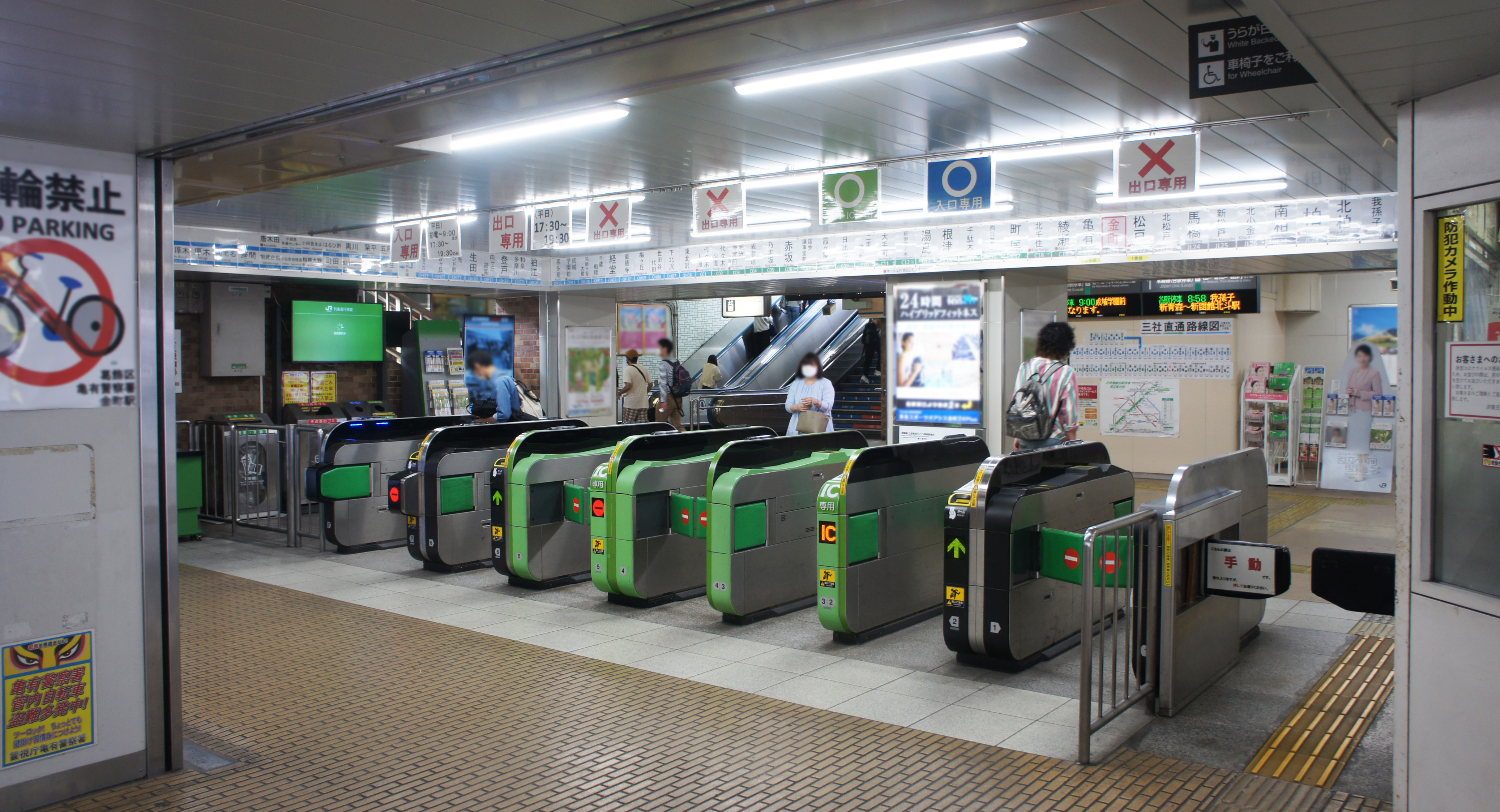
驗票口（2021年5月）

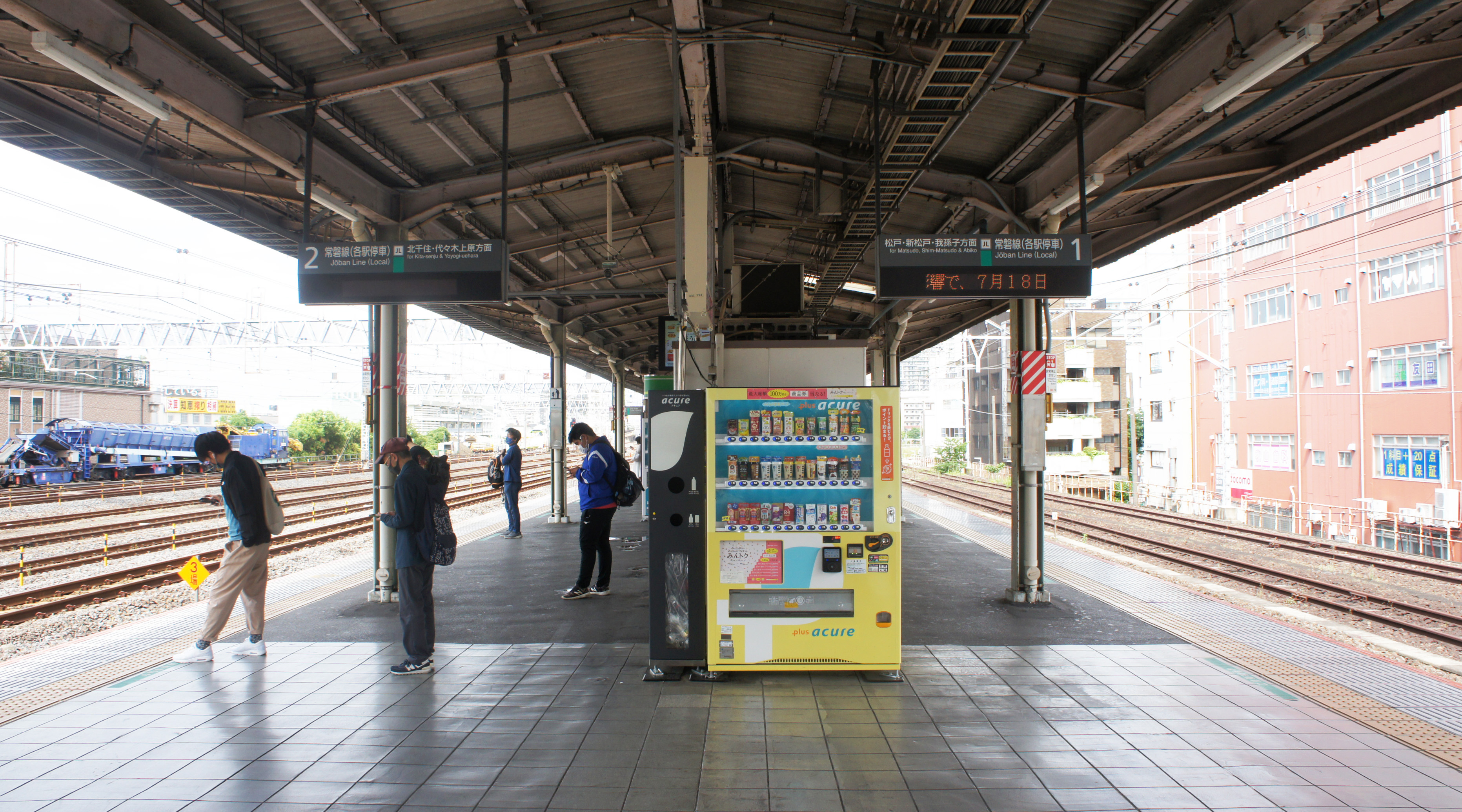
月台（2021年5月）

緩行線上設有島式月台1面2線的高架車站（土堤高架）。閘口位於地下道近北口西側，對面的東側設有自動售票機與綠窗口（營業時間 7:00 - 20:00）。
大堂為南北各出入口的聯絡通道。由於車站周邊缺乏南北連絡道路，因此大堂成為實際上的生活道路。雖然車輛無法通行，但可牽自行車通過。北口有階梯，但設有無障礙斜坡供民眾使用。
月台與剪票口層之間設有一座電梯與雙向電扶梯。廁所在剪票口內正面，附設多功能廁所。月台松戶側有候車室，龜有側有NEWDAYS MINI，中央樓梯有立食蕎麥麵店。若要從本站往日暮里、上野方向，須在北千住站轉乘。

### 月台配置
| 月台 | 路線               | 方向 | 目的地                                     |
| ---- | ------------------ | ---- | ------------------------------------------ |
| 1    | 常磐線（各站停車） | 下行 | 松戶、柏、我孫子、取手方向                 |
| 2    | 常磐線（各站停車） | 上行 | 北千住、西日暮里、代代木上原、小田原線方向 |

（來源：JR東日本:車站構內圖 （页面存档备份，存于））

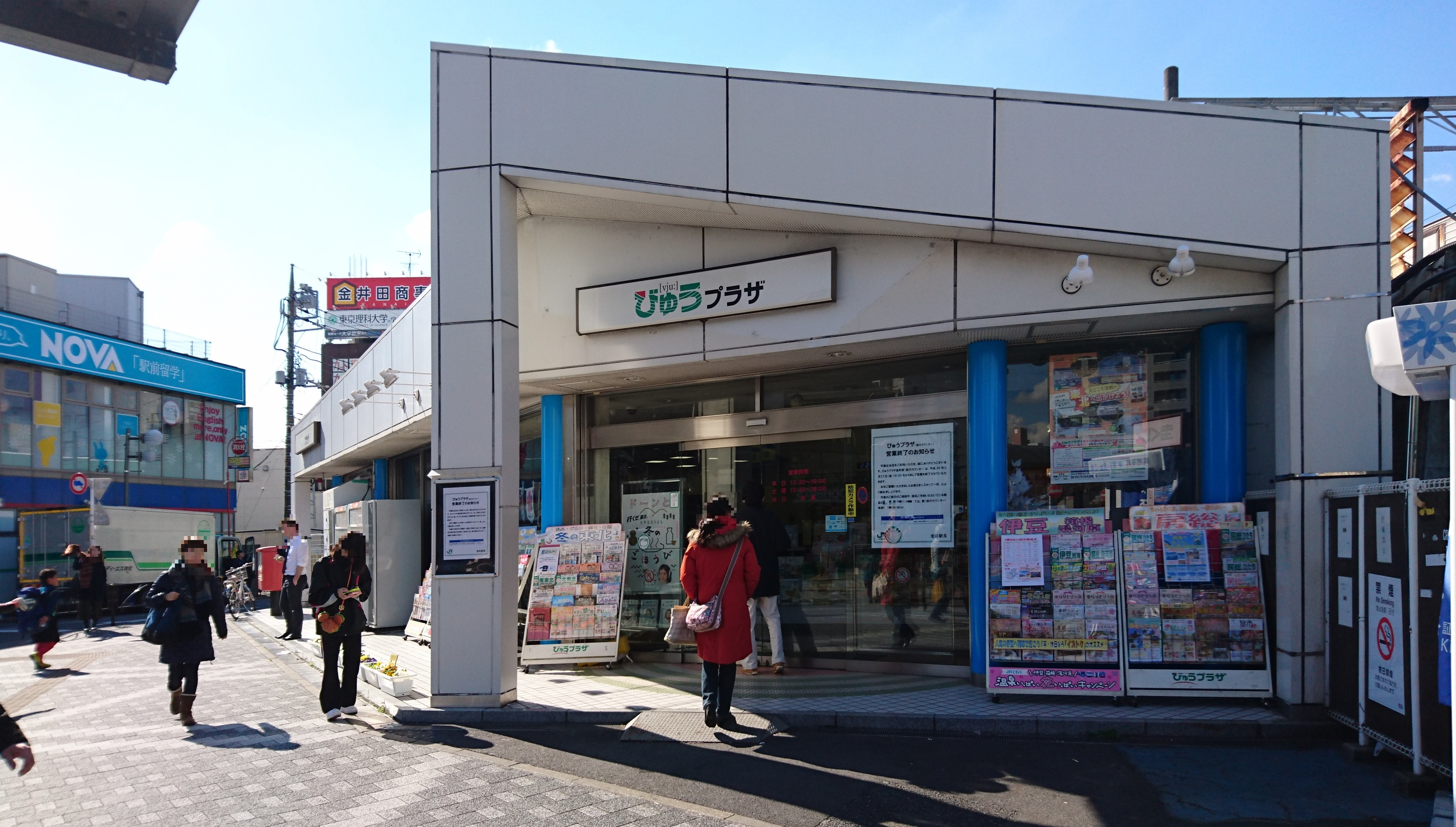
viu廣場2017年3月31日營業結束（2017年2月25日）

緩行線南側有快速線與貨物列車使用的側線。

## 貨運業務
2011年，本站僅剩臨時貨物業務。沒有定期貨物列車。
2003年以前，本站專用線有貨物業務。過去車站西北方有三菱製紙中川工場，之間鋪有專用線。當時有輸送原料至該工廠的八戶臨海鐵道北沼站 - 八戶貨物站 - 本站間的貨物列車，之後隨著工廠關閉，定期貨運於同年3月18日廢止。另外，以前三菱製紙中川工場北側三菱瓦斯化學東京工場亦有專用線。
經由新金線的貨物列車會在側線待機。

## 使用情況
2019年（令和元年）度的1日平均上車人次為51,572人。JR東日本車站排行第94位。常磐線的快速通過站當中最多。近年隨着周邊的再開發進度而逐漸增加。
近年的推移如下表。
| 年度               | 1日平均 上車人次 | 來源     |
| ------------------ | ---------------- | -------- |
| 1990年（平成02年） | 47,641           | [ * 1 ]  |
| 1991年（平成03年） | 47,937           | [ * 2 ]  |
| 1992年（平成04年） | 48,373           | [ * 3 ]  |
| 1993年（平成05年） | 48,027           | [ * 4 ]  |
| 1994年（平成06年） | 47,995           | [ * 5 ]  |
| 1995年（平成07年） | 47,702           | [ * 6 ]  |
| 1996年（平成08年） | 47,668           | [ * 7 ]  |
| 1997年（平成09年） | 46,291           | [ * 8 ]  |
| 1998年（平成10年） | 45,159           | [ * 9 ]  |
| 1999年（平成11年） | 44,384           | [ * 10 ] |
| 2000年（平成12年） | 43,816           | [ * 11 ] |
| 2001年（平成13年） | 43,380           | [ * 12 ] |
| 2002年（平成14年） | 42,777           | [ * 13 ] |
| 2003年（平成15年） | 42,973           | [ * 14 ] |
| 2004年（平成16年） | 43,154           | [ * 15 ] |
| 2005年（平成17年） | 43,607           | [ * 16 ] |
| 2006年（平成18年） | 42,950           | [ * 17 ] |
| 2007年（平成19年） | 43,528           | [ * 18 ] |
| 2008年（平成20年） | 43,703           | [ * 19 ] |
| 2009年（平成21年） | 43,592           | [ * 20 ] |
| 2010年（平成22年） | 43,971           | [ * 21 ] |
| 2011年（平成23年） | 44,053           | [ * 22 ] |
| 2012年（平成24年） | 44,774           | [ * 23 ] |
| 2013年（平成25年） | 47,887           | [ * 24 ] |
| 2014年（平成26年） | 47,484           | [ * 25 ] |
| 2015年（平成27年） | 49,356           | [ * 26 ] |
| 2016年（平成28年） | 50,859           | [ * 27 ] |
| 2017年（平成29年） | 51,615           | [ * 28 ] |
| 2018年（平成30年） | 51,707           | [ * 29 ] |
| 2019年（令和元年） | 51,572           |          |

JR貨物的車扱貨物的處理量推移如下表。
| 年度   | 總數     | 總數     | 車扱貨物 | 車扱貨物 | 貨櫃貨物 | 貨櫃貨物 | 來源   |
| 年度   | 發送噸數 | 到着噸數 | 發送噸數 | 到着噸數 | 發送噸數 | 到着噸數 | 來源   |
| ------ | -------- | -------- | -------- | -------- | -------- | -------- | ------ |
| 1990年 | 818      | 118,437  | 818      | 118,437  |          |          | [ 3 ]  |
| 1991年 | 1,548    | 107,735  | 1,548    | 107,735  |          |          | [ 4 ]  |
| 1992年 | 1,939    | 102,747  | 1,939    | 102,747  |          |          | [ 5 ]  |
| 1993年 | 1,715    | 94,864   | 1,715    | 94,864   |          |          | [ 6 ]  |
| 1994年 | 2,186    | 83,371   | 2,186    | 83,371   |          |          | [ 7 ]  |
| 1995年 | 7,926    | 121,944  | 7,926    | 121,944  |          |          | [ 8 ]  |
| 1996年 | 9,317    | 128,974  | 9,317    | 128,974  |          |          | [ 9 ]  |
| 1997年 | 10,212   | 134,232  | 10,212   | 134,232  |          |          | [ 10 ] |
| 1998年 | 13,924   | 128,459  | 13,924   | 128,459  |          |          | [ 11 ] |
| 1999年 | 21,576   | 117,630  | 21,576   | 117,630  |          |          | [ 12 ] |
| 2000年 | 20,999   | 122,942  | 20,999   | 122,942  |          |          | [ 13 ] |
| 2001年 | 22,275   | 115,177  | 22,275   | 115,177  |          |          | [ 14 ] |
| 2002年 | 31,570   | 96,099   | 31,570   | 96,099   |          |          | [ 15 ] |
| 2003年 | 0        | 0        | 0        | 0        |          |          | [ 16 ] |

## 車站周邊
位居東京都區部東端，周邊1公里圈內皆是密集的住宅、建物。東方是千葉縣界的江戶川，對岸是松戶市郊外地域。
南口的41層複合型大廈「VENASIS金町」（ヴィナシス金町）於2009年6月底完工。2010年4月1日，國道6號與車站南側之間的連絡道路（區道）開通。
車站西北方的三菱製紙中川工場改建的東京理科大學葛飾校區於2013年4月開學。

### 南口
- 京成金町站（京成金町線） - 南口右斜方
- 金町站南口巴士乘車處
- 金町郵便局
- 金町站南口交番
- 興產信用金庫（日语：興産信用金庫）金町支店 - VENASIS金町
- 千葉銀行金町支店 - VENASIS金町
- 中之鄉信用組合（日语：中ノ郷信用組合）葛飾支店金町出張所
- 國道6號（水戶街道）
- 里索那銀行金町支店
- 豐田租車東京
- VENASIS金町
  - 丸悅（日语：マルエツ）金町店
  - 葛飾区立中央圖書館（日语：葛飾区立中央図書館）
- 東京都立葛飾特別支援學校
- 葛飾新宿郵便局（日语：葛飾新宿郵便局）（新宿念作「にいじゅく」）
  - 郵貯銀行葛飾新宿店
- 東京消防廳金町消防署
- 金町中央醫院
- 東京都水道局（日语：東京都水道局）金町淨水場（日语：金町浄水場）
- 江戶川

### 北口
- 金町站北口巴士乘車處
- 東京東信用金庫（日语：東京東信用金庫）金町支店
- 東京理科大學葛飾校區 - 2013年4月啟用
- 葛飾新宿未來公園（日语：葛飾にいじゅくみらい公園）
- 葛飾區金町區民事務所、金町地域中心
- 金町TOKYU（日语：東急ストア）
- 三菱東京UFJ銀行
- 伊藤洋華堂金町店
  - 頂樓是金町自動車教習所。
- 葛飾東金町二郵便局
- 三菱瓦斯化學（日语：三菱ガス化学）東京開發中心
- 朝日信用金庫（日语：朝日信用金庫）
- 葛飾東金町郵便局
- 第一醫院（復健科）
- 東京都立本所工業高等學校（日语：東京都立本所工業高等学校）
  - 東京都立葛飾總合高等學校（日语：東京都立葛飾総合高等学校）

### 巴士路線
金町站南口有較多班次停靠，可往柴又、小岩（江戶川區）方向，龜有、高砂方向，淺草、上野（台東區）方向，水元公園方向，埼玉縣三鄉市、八潮市方向。另外也有經松戶、新京成線沿線往成田機場的深夜急行巴士。
北口因為空間較窄小，除了靠近北口的路線外多半在南口搭乘。

#### 南口
- 1號乘車處
  - 小55（日语：京成バス金町営業所） 經柴又帝釋天、新柴又站、京成小岩站往小岩站（京成巴士）
  - 新金01 經柴又帝釋天、新柴又站、京成小岩站入口、運動中心、奧戶四丁目往新小岩站（京成巴士、京成TOWN BUS（日语：京成タウンバス））※僅假日運行
  - 深夜急行巴士　經松戶站、北松戶站入口、新松戶站、八柱站入口、常盤平站、五香站、六實站、新鎌谷站、白井站、千葉新市鎮中央站、京成成田站往成田機場 （毎日運行）（成田空港交通）
- 2號乘車處
  - 草39（日语：都営バス青戸支所） 經青戶車庫、東向島廣小路、本所吾妻橋、淺草雷門往淺草壽町（都營巴士）
  - 都營巴士 草39 往青戶車庫、東向島廣路、本所吾妻橋、浅草雷門、浅草壽町、上野站往上野松坂屋（平日白天）（都營巴士）
  - 都營巴士 草39 往青戶車庫（都營巴士）
- 3號乘車處
  - 有70 經新宿（日语：新宿 (葛飾区)）三丁目東、龜有站南口、葛飾野高校（日语：東京都立葛飾野高等学校）往御花茶屋站、往 welpia葛飾（ウェルピアかつしか）（京成TOWN BUS）
  - 有70 經新宿三丁目東、龜有站南口、葛飾野高校、御花茶屋站往葛飾區役所（日语：葛飾区役所）TOWN BUS車庫（奧戶）（同上）
  - 有71（日语：レインボーかつしか） 經高砂七丁目、龜有站南口、龜有一丁目、御花茶屋站往 welpia葛飾（日立自動車交通）
- 4號乘車處
  - 金61 經水元公園、戶崎操車場往八潮站南口（京成巴士）
  - 金61 經水元公園往戶崎操車場（京成巴士）
- 5號乘車處
  - 金50 東金町（日语：東金町）循環（經東金町八丁目、高洲交番前、高州四丁目、櫻土手）（東武巴士中央）
  - 金52（日语：東武バスセントラル三郷営業所） 往三鄉中央站、三鄉站三鄉團地（日语：みさと団地）、新三鄉站（經大膳橋、三鄉中央站、三鄉站、三鄉團地）（同上）
  - 金54 往新三鄉站（經中央通、三鄉中央站、三鄉市役所、三鄉站）（同上）
  - 金54 往三郷中央站（經中央通）（同上）
- 6號乘車處
  - 金02 往三郷中央站、三鄉站南口（經三鄉公園（日语：みさと公園）前、三鄉中央站、三鄉市役所（部分班次不經三鄉市役所、綜合體育館））（京成TOWN BUS）
  - M01-3 往三鄉站（不經三鄉市役所、綜合體育館）（MY SKY交通（日语：マイスカイ交通））
  - M01-4 往三鄉站（同上）
  - M10（LED方向幕顯示「M01」） 三郷中央站（同上）
- 7號乘車處
  - 金63 水元公園循環（金町站 - 水產試驗場跡 - 花菖蒲園- 水元大橋、噴水廣場 - 白楊林蔭道 - 水元翠鳥之里- 白楊林蔭道 - 水元大橋、噴水廣場 - 水元公園內溜 - 綑綁地藏（しばられ地蔵） - 東金町四丁目 - 金町站）（3月至11月的周六日）（京成バス）

#### 北口
- 0號乘車處
  - 金01 Iris Loop（アイリスループ）、南水元（日语：南水元）循環（經飯塚商店街、飯塚小學校入口）（京成巴士）
- 1號乘車處
  - 金62 經水元公園、幸田小學校往西水元（日语：西水元）三丁目、 大場川（日语：大場川 (埼玉県)）水門（京成巴士）
  - 金61 經水元公園往戶崎操車場（深夜巴士）（同上）
  - 金01出入 經都營新宿團地往金町營業所（同上）
  - 金02出入 經新宿未來公園、都營新宿團地往金町營業所（同上）

## 相鄰車站
東日本旅客鐵道
 常磐線（各站停車）
龜有（JL 20）－金町（JL 21）－松戶（JL 22）
總武本線貨物支線（新金貨物線：東日本旅客鐵道為第一種鐵道事業者、日本貨物鐵道為第二種鐵道事業者）
新小岩信號場－金町

### 使用情況
1. ↑  東京都統計年鑑 （页面存档备份，存于） - 東京都
2. ↑  葛飾区統計書 （页面存档备份，存于） - 葛飾区

JR東日本1999年度以後的上車人次
1. ↑  各駅の乗車人員（1999年度） （页面存档备份，存于） - JR東日本
2. ↑  各駅の乗車人員（2000年度） （页面存档备份，存于） - JR東日本
3. ↑  各駅の乗車人員（2001年度） （页面存档备份，存于） - JR東日本
4. ↑  各駅の乗車人員（2002年度） （页面存档备份，存于） - JR東日本
5. ↑  各駅の乗車人員（2003年度） （页面存档备份，存于） - JR東日本
6. ↑  各駅の乗車人員（2004年度） （页面存档备份，存于） - JR東日本
7. ↑  各駅の乗車人員（2005年度） （页面存档备份，存于） - JR東日本
8. ↑  各駅の乗車人員（2006年度） （页面存档备份，存于） - JR東日本
9. ↑  各駅の乗車人員（2007年度） （页面存档备份，存于） - JR東日本
10. ↑  各駅の乗車人員（2008年度） （页面存档备份，存于） - JR東日本
11. ↑  各駅の乗車人員（2009年度） （页面存档备份，存于） - JR東日本
12. ↑  各駅の乗車人員（2010年度） （页面存档备份，存于） - JR東日本
13. ↑  各駅の乗車人員（2011年度） （页面存档备份，存于） - JR東日本
14. ↑  各駅の乗車人員（2012年度） （页面存档备份，存于） - JR東日本
15. ↑  各駅の乗車人員（2013年度） （页面存档备份，存于） - JR東日本
16. ↑  各駅の乗車人員（2014年度） （页面存档备份，存于） - JR東日本
17. ↑  各駅の乗車人員（2015年度） （页面存档备份，存于） - JR東日本
18. ↑  各駅の乗車人員（2016年度） （页面存档备份，存于） - JR東日本
19. ↑  各駅の乗車人員（2017年度） （页面存档备份，存于） - JR東日本
20. ↑  各駅の乗車人員（2018年度） （页面存档备份，存于） - JR東日本
21. ↑  各駅の乗車人員（2019年度） （页面存档备份，存于） - JR東日本

東京都統計年鑑
1. ↑  .   [2020-07-27]. （原始内容存档于2016-03-05）.
2. ↑  .   [2020-07-27]. （原始内容存档于2016-03-05）.
3. ↑  .   [2017-02-19]. （原始内容存档于2013-08-15）.
4. ↑  .   [2017-02-19]. （原始内容存档于2013-02-03）.
5. ↑  .   [2017-02-19]. （原始内容存档于2013-02-03）.
6. ↑  .   [2017-02-19]. （原始内容存档于2013-02-03）.
7. ↑  .   [2017-02-19]. （原始内容存档于2013-02-03）.
8. ↑  .   [2017-02-19]. （原始内容存档于2016-03-04）.
9. ↑  東京都統計年鑑（平成10年）PDF
10. ↑  東京都統計年鑑（平成11年）PDF
11. ↑  .   [2017-12-20]. （原始内容存档于2016-03-04）.
12. ↑  .   [2017-12-20]. （原始内容存档于2016-03-04）.
13. ↑  東京都統計年鑑（平成14年）[永久]
14. ↑  東京都統計年鑑（平成15年）[永久]
15. ↑  東京都統計年鑑（平成16年）[永久]
16. ↑  東京都統計年鑑（平成17年）[永久]
17. ↑  東京都統計年鑑（平成18年）[永久]
18. ↑  東京都統計年鑑（平成19年）[永久]
19. ↑  東京都統計年鑑（平成20年）[永久]
20. ↑  .   [2017-12-20]. （原始内容存档于2016-03-26）.
21. ↑  .   [2017-12-20]. （原始内容存档于2016-03-27）.
22. ↑  .   [2017-12-20]. （原始内容存档于2016-03-25）.
23. ↑  .   [2017-12-20]. （原始内容存档于2016-03-27）.
24. ↑  東京都統計年鑑（平成25年）[永久]
25. ↑  .   [2017-12-20]. （原始内容存档于2017-07-30）.
26. ↑  .   [2017-12-20]. （原始内容存档于2018-11-09）.
27. ↑  .   [2020-07-27]. （原始内容存档于2019-05-02）.
28. ↑  .   [2020-07-27]. （原始内容存档于2019-12-03）.
29. ↑  .   [2020-07-27]. （原始内容存档于2020-08-04）.

## 外部連結
- 車站資訊（金町）：東日本旅客鐵道